# Calodexia obscuripes
Calodexia obscuripes là một loài ruồi trong họ Tachinidae.